# Kanton Le Loroux-Bottereau
Der Kanton Le Loroux-Bottereau (bretonisch Kanton Lavreer-an-Botorel) war bis 2015 ein französischer Wahlkreis im Arrondissement Nantes, im Département Loire-Atlantique und in der Region Pays de la Loire; sein Hauptort war Le Loroux-Bottereau. Letzter Vertreter im Generalrat des Départements war von 2011 bis 2015 Pierre Bertin (UMP).

## Gemeinden
Der Kanton Le Loroux-Bottereau umfasste die Wahlberechtigten von sieben Gemeinden:
| Gemeinde                  | Bretonisch          | Einwohner (2012) | Fläche (km²) | Code postal | Code Insee |
| ------------------------- | ------------------- | ---------------- | ------------ | ----------- | ---------- |
| Barbechat                 | Bargazh             | 1320             | 11,76        | 44450       | 44008      |
| La Boissière-du-Doré      | Beuzid-an-Doured    | 958              | 9,41         | 44430       | 44016      |
| La Chapelle-Basse-Mer     | Chapel-Baz-Meur     | 5221             | 22,14        | 44450       | 44029      |
| Le Landreau               | Lannerell           | 2883             | 23,98        | 44430       | 44079      |
| Le Loroux-Bottereau       | Lavreer-Botorel     | 7609             | 45,31        | 44430       | 44084      |
| La Remaudière             | Kerravaot           | 1219             | 12,98        | 44430       | 44141      |
| Saint-Julien-de-Concelles | Sant-Juluan-Kankell | 6782             | 31,74        | 44450       | 44169      |
| Kanton                    |                     | 25.992           | 157,32       | –           | 4417       |